# ADO Den Haag

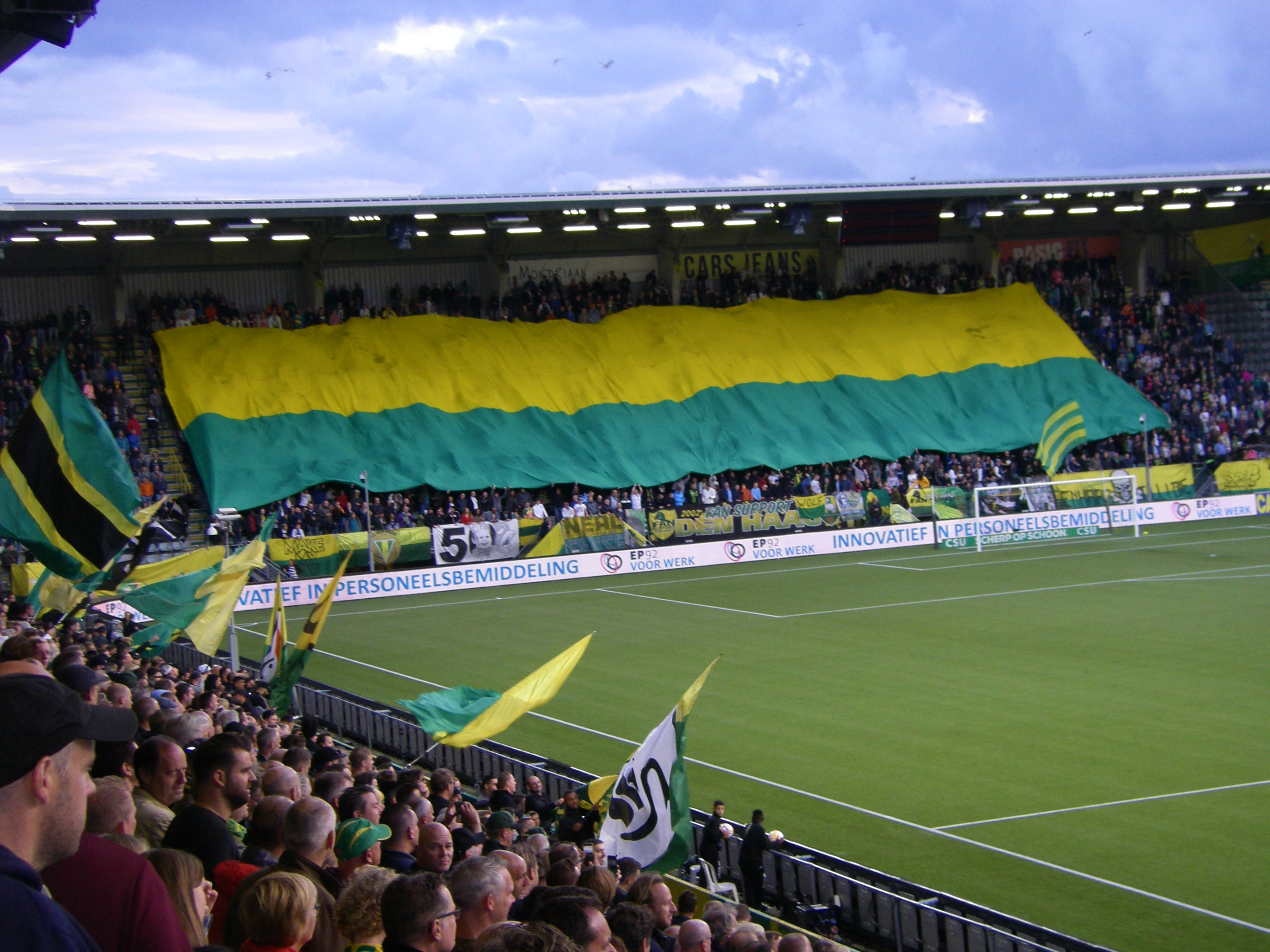
Große Fanfahne des ADO Den Haag

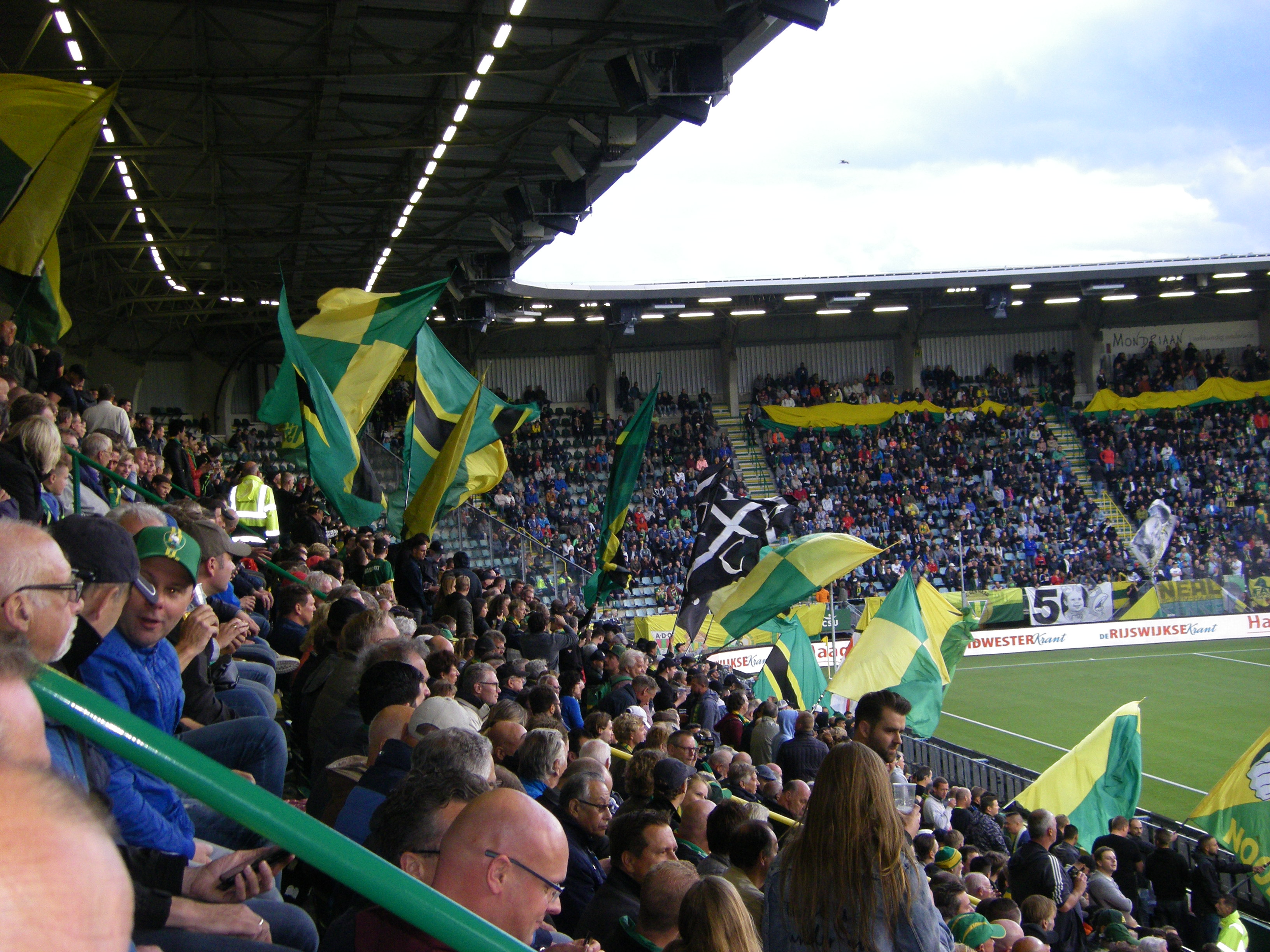
ADO-Fans auf der Gegentribüne

Der Haaglandse Football Club Alles Door Oefening Den Haag, kurz ADO Den Haag, ist ein Profi-Fußballverein aus Den Haag in den Niederlanden. Die Abkürzung ADO steht für „Alles Door Oefening“ (deutsch „Alles durch Übung“). Viele Fans verwenden weiterhin den alten Vereinsnamen FC Den Haag. Die Vereinsfarben sind Grün-Gelb. Im Vereinswappen steht der Storch, der auch im Stadtwappen Den Haags vorkommt.

## Geschichte
Der Verein wurde am 1. Februar 1905 als Haagse Sportvereniging „Alles door Oefening“ gegründet und fand Genehmigung durch den königlichen Beschluss Nr. 45 am 3. April 1957. Die damaligen Vereinsfarben setzten sich aus grün, rot und weiß zusammen. Diese veränderten sich allerdings im Laufe der Zeit immer wieder. In den 1950er Jahren trug die Mannschaft weiße Hosen und rote Shirts, die mit einem grünen V versetzt waren. Der im Vereinslogo enthaltene Storch stellt die Beziehung zur Stadt Den Haag dar. Auch diese hat den Vogel als Wappentier. In den Anfangsjahren hatte der Verein kaum finanzielle Unterstützung. Fußball war oft nur Nebensport und hatte noch nicht den heutigen Stellenwert. 1912 erfolgte die Angliederung an den NVB, dem Vorgänger des KNVB. Zu dieser Zeit war der Klub drittklassig und konnte 1914 erstmals diese Liga gewinnen.
1926 hatte ADO die Möglichkeit, erstklassig zu spielen. Dafür waren Ausscheidungsspiele gegen DHC Delft und Ajax Sportman Combinatie nötig. Dabei setzte sich der Verein durch und spielte fortan in der höchsten niederländischen Spielklasse. Dort hatte es Den Haag schwer und war meist in der unteren Tabellenregion zu finden. Zum Ende der 1930er entwickelte sich jedoch eine gute wettbewerbsfähige Mannschaft. 1942 und 1943, als es in den Niederlanden noch keinen Profi-Fußball gab, wurde der Verein Landesmeister.
1962 wurde ADO die erste Trainerstation von Ernst Happel, der bis 1969 beim Verein blieb. Der verlangte von seinen Spielern „Pressing“ und die totale Offensive. Er verlangte von seinen lauffreudigen und konditionsstarken Spielern, dass sie „dem Gegner ihren Stil aufzwingen und ihn nicht zur Ruhe kommen lassen dürfen“. So entwickelte sich ADO von einem Abstiegskandidaten zu einem Titelaspiranten. Bereits 1963, 1964 und 1966 stand er mit seiner Truppe im Finale um den niederländischen Cup, wo man jedoch gegen Willem II und  Fortuna 54 nach Elfmeterschießen sowie gegen Sparta den Kürzeren zog. 1968 gewann ADO schließlich den Pokal durch einen 2:1-Finalsieg gegen Ajax Amsterdam. 1967 nahm ADO Den Haag als San Francisco Golden Gate Gales an der Meisterschaft des seinerzeitigen Fußballverbandes der USA, der United Soccer Association teil und belegte in der Western Division hinter den als Los Angeles Wolves maskierten Wolverhampton Wanderers den zweiten Platz unter sechs Teilnehmern.

Altes Logo des FC Den Haag

Am 1. Juli 1971 fusionierte man mit der Profiabteilung von Holland Sport Den Haag und nannte sich vorübergehend FC Den Haag-ADO, um über die Bezeichnung FC Den Haag (1976) zum Namen HFC ADO Den Haag zu kommen (1996). In den 1960er und 1970er Jahren war Den Haag eine der stärksten Mannschaften der Niederlande. In den 1960er Jahren war der Nationalspieler Lex „Sexy Lexie“ Schoenmaker dort aktiv. Der KNVB-Pokal, der Pokal der Niederlande, wurde 1968 und 1975 gewonnen. Die 1980er Jahre brachten einen Rückfall, und von 1992 bis 2003 und 2007/08 spielte ADO zweitklassig.
ADO hat schon seit längerem (1982: Brandstiftung im Stadion) negative Schlagzeilen durch das Verhalten einiger Anhänger gemacht.
Am 18. November 2006 musste das Heimspiel gegen Vitesse Arnheim in der 67. Minute abgebrochen werden, da aufgebrachte Fans beim Stand von 0:3 das Spielfeld gestürmt hatten. Trainer Frans Adelaar legte einen Tag später sein Amt nieder. Die Versicherungsgesellschaft DSW kündigte an, ab sofort nicht mehr als Trikotsponsor aufzutreten.
Am 29. Mai 2011 erreichte ADO Den Haag die Europa League nach einem außergewöhnlichen Rückspiel in der Qualifikation gegen den FC Groningen, das nach Verlängerung mit einer 1:5-Niederlage für Den Haag endete. Da ADO jedoch das Hinspiel ebenso mit 5:1 gewonnen hatte, kam es zum Elfmeterschießen, das der Verein mit einem Endstand von 4:3 für sich entscheiden konnte.
Das chinesische Unternehmen United Vansen erwarb im Jahr 2015 für $ 8.900.000 einen 98-Prozent-Anteil an ADO Den Haag.

## Erfolge
- Niederländischer Meister: 1942, 1943
- KNVB-Pokal: 1968, 1975
- Eerste Divisie: 1986, 2003

## Stadion
Das Bingoal Stadion ist die Heimspielstätte des Ehrendivisionärs. Es bietet Platz für 15.000 Zuschauer und wurde zur Saison 2007/08 offiziell eröffnet. Bis Juni 2010 trug es den Namen ADO Den Haag Stadion. Neben Fußball wird die Sportstätte auch für Feldhockey genutzt.

## Personalien

### Ehemalige Spieler (Auswahl)
- Dick Advocaat, ehemaliger Trainer bei Borussia Mönchengladbach
- Bram Appel, ehemaliger Spieler bei Hertha BSC
- Romeo Castelen, ehemaliger Spieler beim Hamburger SV
- Jaroslav Drobný, Spieler bei Werder Bremen
- Eljero Elia, Spieler bei Feyenoord Rotterdam; niederländisches Team
- John Huguenin, Finalist FIFA-Juniorenturnier 1948
- Martin Jol, ehemaliger Trainer beim Hamburger SV
- Joonas Kolkka, ehemaliger Spieler bei Borussia Mönchengladbach
- Tim Krul, Torhüter bei Newcastle United; niederländisches Team
- Aad Mansveld, 559 Spiele für ADO Den Haag
- Mauk Weber, ehemaliger niederländischer Nationalspieler

### Den Haags Trainer
| - 1928–1932: John Donaghy - 1932–1936: Otto Höss - 1936–1946: Wim Tap, Meister 1942, 1943 - 1946–1952: Ben Tap - 1952–1953: Franz Fuchs - 1953:0 Dick Groves - 1953–1954: Gerrit van Wijhe - 1954–1955: Franz Gutkas - 1955–1962: Rinus Loof - 1962–1969: Ernst Happel, Pokal 1968 - 1969–1972: Vaclav Jezek - 1972–1964: Evert Teunissen - 1974–1976: Vujadin Boškov, Pokal 1975 - 1976–1978: Anton Malatinský - 1978–1980: Piet de Visser | - 1980–1981: Hans Kraay senior - 1981–1983: Cor van der Hart - 1983–1986: Rob Baan - 1986–1988: Pim van de Meent - 1988–1991: Co Adriaanse - 1992–1994: Nol de Ruiter - 1994–1995: Lex Schoenmaker - 1995–1996: Theo Verlangen - 1996–1998: Mark Wotte - 1998–1999: André Hoekstra - 2001–2004: Rinus Israël - 2004–2006: Frans Adelaar - 2006–2007: Lex Schoenmaker - 2007–2008: Wiljan Vloet - 2008–2009: André Wetzel | - 2008–2010: Raymond Atteveld - 2010:0 Maurice Steijn - 2010–2011: John van den Brom - 2011–2014: Maurice Steijn - 2014–2016: Henk Fraser - 2016–2017: Željko Petrović - 2017–2019: Alfons Groenendijk - 2022:0 Alan Pardew - 2020–2022: Ruud Brood - 2022:0 Giovanni Franken (interim) - 2022:0 Dirk Kuijt - 2022–2023: Dick Advocaat - seit 2023: 0 Darije Kalezić |

## Fans

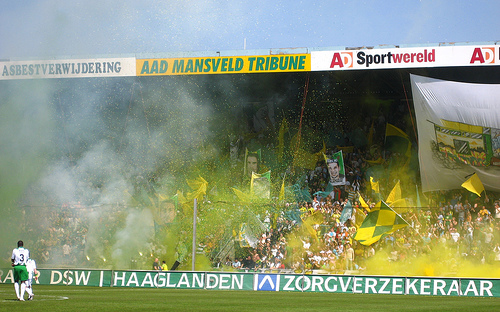
Die North Side im Zuiderparkstadion

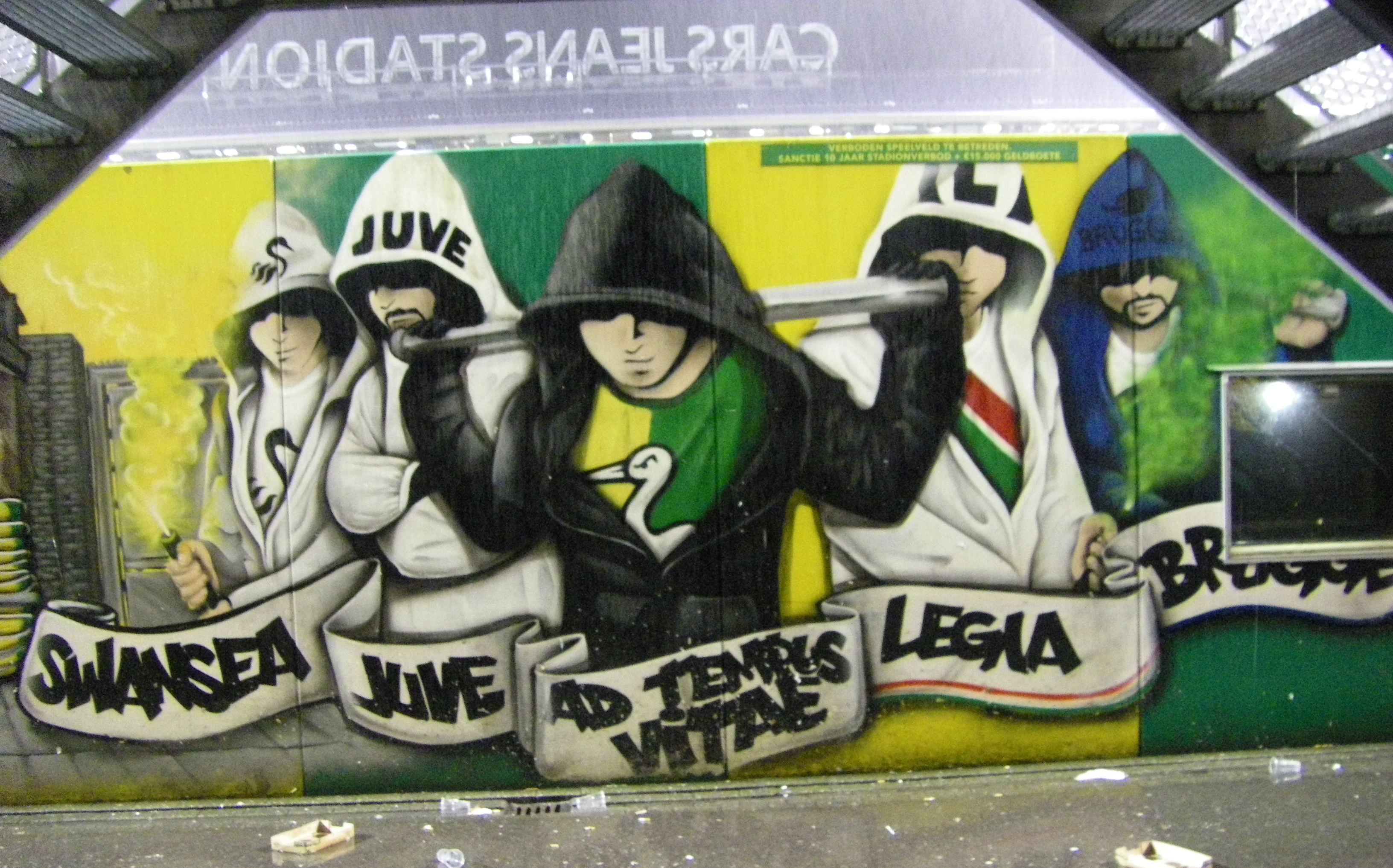
Wandmalerei der Freundschaften von ADO

Die größte Fanvereinigung von ADO Den Haag nennt sich North Side bzw. Midden-Noord und besteht seit 1977.

### Freundschaften
Die North Side von ADO unterhält Freundschaften zu Swansea City (Wales), Juventus Turin (Italien),  Legia Warschau (Polen) und FC Brügge (Belgien). Die Freundschaft zu Swansea begann in der Saison 1977/78 durch den Briefkontakt zweier Schüler aus Den Haag und Swansea. Die damaligen Brieffreunde, John van Zweden und David Morgan, sind seit 2002 Eigentümer von Swansea City.
Die Freundschaft mit Juventus-Anhängern begann in der Saison 1988/89, wenig später (1989) wurden die Bande mit der Gruppierung East-Side des FC Brügge geknüpft, als die gewalttätige Szene aus Den Haag die Mannschaft aus Brügge beim Auswärtsspiel der ersten Runde im UEFA-Pokal 1989/90 gegen den FC Twente Enschede unterstützte und schwere Krawalle anzettelte. Seither kam es häufiger zu wechselseitigen Besuchen, wenn der Club Brügge in Risikospielen auf Royal Antwerpen, den RSC Anderlecht oder Standard Lüttich bzw. Den Haag in ebensolchen Begegnungen auf Ajax Amsterdam oder Feyenoord Rotterdam traf.
Die Freundschaft zu Legia entstand 1991 mit dem Besuch des Finalspiels um den Europapokal der Pokalsieger, für das einige Legia-Fans schon Tickets erworben hatten, bevor ihre Mannschaft im Halbfinale am späteren Finalteilnehmer und Turniersieger Manchester United gescheitert war. Das Endspiel wurde in Rotterdam ausgetragen und bei ihrer Reise besuchten einige Legia-Fans auch die südholländische Hauptstadt Den Haag, wo es zu einem ersten Kontakt mit Fans von ADO Den Haag kam.

### Feindschaften
Die größte Abneigung der Fanszene von ADO gilt Ajax Amsterdam.

## Honkball
1948 gründete der Verein eine Abteilung für das in den Niederlanden populäre Honkball, die bis 2012 bestand. 1992 gelang der Gewinn der nationalen Meisterschaft.